# سالومون كوهن لافي
سالومون كوهن لافي (بالإسبانية: Salomón Cohen Levy) هو مهندس مدني وشخصية أعمال فنزويلي، ولد في 28 مايو 1927 في القدس في فلسطين، وتوفي في 24 يونيو 2018 في كاراكاس في فنزويلا.

## وصلات خارجية
- الموقع الرسمي